# Барановка (Челябинская область)
Бара́новка — деревня в Чебаркульском районе Челябинской области. Входит в Шахматовское сельское поселение.

## География
Деревня расположена на берегу озера Малый Мисяш и реки Бишкиль, в 1,5 км к северу от остановочного пункта 2033 км. Расстояние до центра сельского поселения, посёлка Шахматово 37 км, до районного центра, Чебаркуля 10 км.

## Население
| 2002 | 2010 |
| ---- | ---- |
| 377  | ↘301 |